# 河江省
河江省（越南语：／），本名河杨省，是越南历史上位于東北部的一个省，省莅河江市。

## 地理
河江省是越南最北端的省份，北回歸線橫穿省北，南接宣光省，东接高平省，西接老街省和安沛省，北接中国云南省文山壯族苗族自治州。

## 历史

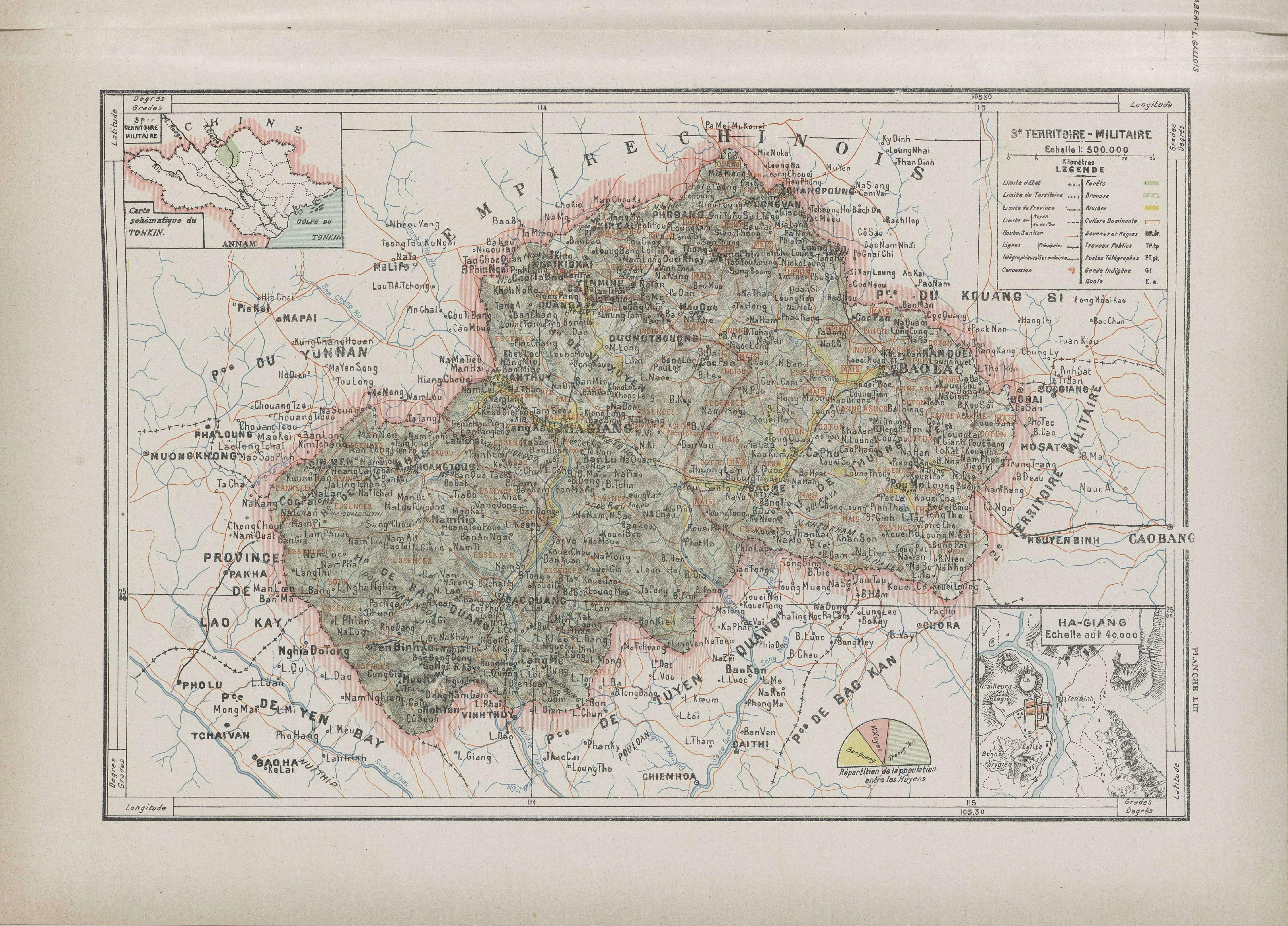
法属印度支那时期的河江省地图

1948年1月25日，越南政府将各战区合并为联区，战区抗战委员会改组为联区抗战兼行政委员会。第十战区和第十四战区合并为第十联区，设立第十联区抗战兼行政委员会，河江省划归第十联区管辖。
1949年11月4日，第一联区和第十联区合并为越北联区。河江省随之划归越北联区管辖。
1956年7月1日，越北联区改组为越北自治区。河江省划归中央政府直辖，不久又划归老河安区管辖。
1959年3月23日，老河安区撤销，河江省划归越北自治区管辖。
1962年12月15日，同文县析置苗旺县和安铭县，渭川县析置官坝县。
1965年4月1日，黄树皮县析置箐门县。
1975年12月27日，越北自治区撤销；河江省和宣光省合并为河宣省，划归中央政府直接管辖。
1982年10月21日，苗旺县火广坪社、冲寨社、陇坪社划归安铭县管辖；安铭县粘山社、淰班社、达峨社划归苗旺县管辖。
1983年11月18日，渭川县析置北迷县；箐门县1社划归黄树皮县管辖，黄树皮县2社划归箐门县管辖，北光县3社划归箐门县管辖，北光县3社划归黄树皮县管辖，北光县1市镇5社划归渭川县管辖。
1991年8月12日，河宣省重新分设为宣光省和河江省，河江省下辖河江市社、北迷县、北光县、同文县、黄树皮县、苗旺县、官坝县、渭川县、箐门县、安铭县共1市社9县，省莅河江市社。
2003年12月1日，北光县、黄树皮县和箐门县析置光平县。
2006年6月23日，河江市社富灵社、金石社、金灵社划归渭川县管辖，河江市社光中坊部分区域划归渭川县丰光社管辖；渭川县芳度社、芳善社划归河江市社管辖。
2010年9月27日，河江市社改制为河江市。
2025年6月12日，河江省和宣光省合并成新的宣光省。

## 行政區劃
河江省下辖1市10县，省莅河江市。
- 河江市（Thành phố Hà Giang）
- 北迷縣（Huyện Bắc Mê）
- 北光縣（Huyện Bắc Quang）
- 同文縣（Huyện Đồng Văn）
- 黃樹皮縣（Huyện Hoàng Su Phì）
- 苗旺縣（Huyện Mèo Vạc）
- 官壩縣（Huyện Quản Bạ）
- 光平縣（Huyện Quang Bình）
- 渭川縣（Huyện Vị Xuyên）
- 箐門縣（Huyện Xín Mần）
- 安銘縣（Huyện Yên Minh）

## 民族
河江省多山，除了越南主體民族京族以外，尚有岱族、漢族、瑤族、苗族、山泽族與赫蒙族等。

## 经济
河江省2024年GRDP增长率预计达到6.05%，其中：农林业和水产业增长3.91%，工业-建筑业增长6.71%；服务业增长7.30%。具体是，按2010年的可比价来计算，全省地区生产总值（GRDP）预计达到17,7316亿越南盾，其中：农林业和水产业达到5,1479亿越南盾；工业-建筑业达到4,1282亿越南盾；服务业达到7,5167亿越南盾；产品税减去产品补贴预计达到9388亿越南盾。国家预算总收入预计达到24,750亿越南盾，比2023年实际完成额增长24.9%。全省实际完成的发展投资资金总额预计达到143,969亿越南盾。2024年全省进出口总额预计达到2.805亿美元，比2023年下降了0.18%。

## 外部連結
- 河江省电子信息门户网站（越南文）